# Batalla de Elmina (1637)
La batalla de Elmina fue un enfrentamiento bélico, parte de la Guerra hispano-neerlandesa, entre las fuerzas de la Compañía Neerlandesa de las Indias Occidentales y el por entonces territorio del Imperio Español  en el Fuerte Elmina, actual Ghana. Luego de la batalla, las Provincias Unidas de los Países Bajos quedaron con el control de la colonia portuguesa en la Costa de Oro.

## Historia
En 1637 la Compañía Neerlandesa de las Indias Occidentales separó 9 barcos de las fuerzas que estaban atacando a los portugueses en Brasil para enviarlas contra los lusos en el Fuerte Elmina. Asignaron al coronel Hans Coine para comandar la flota que consistía de un total de 1.300 hombres. Desembarcaron cerca de la Costa del Cabo el 24 de julio, y procedieron a canoa por el Río Dulce hacia el fuerte portugués, llevando 800 soldados y provisiones para tres días.
Una colina llamada San Jago dominaba el fuerte que Coine había determinado debía ser tomada para poder finalmente tomar el fuerte. No obstante, 1.000 soldados locales aliados con los portugueses se encontraban en su base, evitando que los neerlandeses la tomen. Coine envió cuatro compañías de fusileros tras de ella, pero fueron destruidas por completo. Un segundo destacamento neerlandés que atacó por el otro lado tuvo más éxito, haciendo que los locales se dispersasen. Los portugueses y sus aliados intentaron retomar la posición en dos ocasiones, pero ambas fracasaron. Luego del segundo intento fallido, los portugueses se replegaron a su reducto en la cima de la colina.
El reducto estaba protegido por una muralla de madera en un costado, y un río al otro. Coine decidió vadear el río para permitir que un mortero y dos cañones disparen sobre el fuerte. Tras bombardear el fuerte por dos días más, demandó a la guarnición del castillo que se rinda. El gobernador portugués solicitó una tregua de tres días, pero Coine la rechazó, ya que solo contaba con provisiones para un día más. Llevó más soldados a San Jago y continuó bombardeando el fuerte. El bombardeo fue inefectivo, y para la mañana siguiente Coine se dio cuenta de que tendría que asaltar el fuerte ese día o abandonar el intento. Despachó un grupo de granaderos por la colina, pero antes de que pudieran atacar los portugueses hicieron sonar una llamada y enviaron a dos mensajeros para negociar su rendición.
La rendición permitió al gobernador, la guarnición, y todos los ciudadanos portugueses a irse en paz, sin espadas o ninguno otro tipo de armas, hacia la isla de Santo Tomé. Los neerlandeses tomaron todo lo que quedaba en el fuerte, incluyendo oro, plata y esclavos.